# Fâraïya
Fâraïya (arabiska: فاريا) är en ort i Libanon.   Den ligger i guvernementet Libanonberget, i den centrala delen av landet, 30 kilometer öster om huvudstaden Beirut. Fâraïya ligger 1 313 meter över havet och antalet invånare är 1 900.
Terrängen runt Fâraïya är varierad. Runt Fâraïya är det mycket tätbefolkat, med 1 411 invånare per kvadratkilometer.. Närmaste större samhälle är Jounieh, 19,6 kilometer väster om Fâraïya. 
Omgivningarna runt Fâraïya är i huvudsak ett öppet busklandskap.